# Hepscheid
Hepscheid ist ein Dorf in der belgischen Eifel mit 72 Einwohnern (Stand: 1. Januar 2016), das zur Gemeinde Amel in der Deutschsprachigen Gemeinschaft gehört.

## Geografie
Hepscheid liegt gut zwei Kilometer östlich der Ortschaft Möderscheid sowie knapp zwei Kilometer nördlich der Ortschaft Heppenbach (beide Gemeinde Amel). Jeweils rund vier Kilometer entfernt befinden sich die Ortschaften Büllingen im Nordosten und Honsfeld im Osten (Gemeinde Büllingen).